# 基伯齡路
基伯齡路是加拿大安大略省多倫多及旺市的一條南北向主幹道，由三個獨立的路段組成，總長度為26.4公里（16.4英里）。
該街道縱穿怡陶碧谷，經過新多倫多、怡陶碧谷中心、富景及力士杜等社區，穿過住宅區及工商業區。多倫多公車局的45號基伯齡巴士線、44號基伯齡南巴士線、944號基伯齡南特快巴士線及945號基伯齡特快巴士線由布魯亞-丹佛線上的地鐵基伯齡站出發，沿道路行駛。
電影製片廠Kipling Studio位於基伯齡路777號，是Cinespace Film Studios的一部分。

## 地標
基伯齡路沿線的地標（從北到南）：
- 北漢伯公園（North Humber Park）
- 北基伯齡公園（North Kipling Park）
- 北基伯齡初級中學（North Kipling Junior Middle School）
- 北亞比安書院（North Albion Collegiate Institute）
- 聖安德肋天主教學校（St. Andrew Catholic School）
- 亞比安中心（Albion Centre）
- 亞比安運動場（Albion Arena）
- 多倫多公共圖書館力士杜分館（Toronto Public Library Rexdale branch）
- 基伯齡嶺廣場（Kipling Heights Plaza）
- 多倫多公共圖書館北榆樹區分館（Toronto Public Library Northern Elms branch）
- 密西沙加私立學校（Mississauga Private School）
- 莊遜主教天主教學校（Monsignor Percy Johnson Catholic High School）
- 怡陶碧谷北GO車站（Etobicoke North GO Station）
- 西道廣場（Westway Plaza）
- 狄臣高初級中學（Dixon Grove Junior Middle School）
- 登非公園（Denfield Park）
- 伊斯靈頓哥爾夫球會（Islington Golf Club）
- 六點交匯處（Six Points interchange）
- 地鐵基伯齡站
- 基伯齡GO車站（Kipling GO Station）
- 基伯齡-女皇道商場（Kipling-Queensway Mall）
- 美美高懲教中心（Mimico Correctional Centre）
- 湖濱書院（Lakeshore Collegiate Institute）
- 漢博學院湖濱校區
- 莊列蒙神父天主教中學（Father John Redmond Catholic Secondary School）
- 士美副將公園（Colonel Samuel Smith Park）

## 多倫多以北
基伯齡路在多倫多與旺市的邊界突然斷開。邊界以北，基伯齡路與7號省道與朗斯達夫道之間短暫出現。其原始路線為加倫街（Clarence Street）直至麥健時少校徑。之後道路再次於退斯通道（Teston Road）以南出現，最後終止於皇帝鎮-旺市道（King-Vaughan Road）。

## 外部連結
- Google Maps of Kipling Avenue （页面存档备份，存于）